# بيل جورج
بيل جورج (بالإنجليزية: Bill George)‏ هو لاعب كرة قاعدة أمريكي، ولد في 27 يناير 1865 في بلايري في الولايات المتحدة، وتوفي في 23 أغسطس 1916 في ويلينغ في الولايات المتحدة.

## وصلات خارجية
- بيل جورج على موقعبيزبول رفرنس.كوم (الدوري الرئيسي) (الإنجليزية)
- بيل جورج على موقعبيزبول رفرنس.كوم (الدوري الثانوي) (الإنجليزية)
- بيل جورج على موقع مشجعي الرسوم البيانية (الإنجليزية)